# Vaarbeperking
Een vaarbeperking is alles wat op om het even welke manier een beperking oplegt aan de scheepvaart.
Meestal is dit hetgeen dat de scheepvaart tijdelijk en plaatselijk beperkt. De borden die deze beperkingen weergeven oftewel de beperkingtekens zijn rood met wit en als er een teken opstaat is deze zwart. Wanneer er een gewoon vierkant bord te zien is in het rood met wit, betekent dit dat er een vaarbeperking aanwezig is.

## Soorten vaarbeperkingen
- Het kan zijn dat er een beperkte waterdiepte is, deze is eventueel aangegeven in centimeters.
- Er kan een beperkte doorvaarthoogte zijn, deze zal aangegeven zijn in meters.
- Wanneer het vaarwater zich op enige afstand van de oever bevindt, zal dit ook aangegeven worden in meters.
- Een beperkte breedte van doorvaart of vaarwater ook aangegeven in meters.